# جابالدون
بلدية جابالدون (بالإسبانية: Gabaldón)‏، هي إحدى بلديات مقاطعة قونكة إحدى مقاطعات إسبانيا، و التي تقع في منطقة قشتالة لا منتشا وسط البلاد، و المائلة لجهة الشرق من إسبانيا.
يبلغ عدد سكانها 196 نسمة وفقاً لإحصائية سنة (2007).